# St. Georg (Pretzen)

St. Georg in Pretzen

Innenraum

Die römisch-katholische Kirche St. Georg steht in Pretzen, einem Gemeindeteil von Erding im oberbayerischen Landkreis Erding. Die Kirche steht unter Denkmalschutz und ist in der Liste der Baudenkmäler in Erding unter der Nr. D-1-77-117-86 eingetragen. Sie ist eine Filialkirche im Dekanat Erding des Erzbistums München und Freising.

## Beschreibung
Der spätbarocke Zentralbau wurde 1710 nach einem Entwurf von Anton Kogler erbaut. An das Langhaus zu zwei Jochen schließt sich im Osten ein Drei-Konchen-Chor an. Die Wände sind außen mit Pilastern gegliedert. Auf dem Satteldach des Langhauses erhebt sich über dem westlichen Joch ein Dachreiter mit Zwiebelhaube. Das mit einem Gesprengten Giebel abschließende Portal befindet sich an der Südwand des Langhauses.